# Halsted (línea Naranja)
Ashland es una estación en la línea Naranja del Metro de Chicago. La estación se encuentra localizada en 22 East Roosevelt Road en Chicago, Illinois. La estación Ashland fue inaugurada el 31 de octubre de 1993.  La Autoridad de Tránsito de Chicago es la encargada por el mantenimiento y administración de la estación. 

## Descripción
La estación Ashland cuenta con 1 plataforma central y 2 vías. La estación también cuenta con 31 de espacios de aparcamiento.

## Conexiones
La estación es abastecida por las siguientes conexiones: 
- Rutas del CTA Buses: #8 Halsted #44 Wallace/Racine #62 Archer (servicio nocturno)